# Гудаф Цегај
Гудаф Цегај Деста (амхарски: ጉዳፉ ፀጋይ ደስታ; рођена 23. јуна 1997.) је етиопска атлетичарка која је до 2025. држала светски рекорд у трци на 5.000 метара, са резултатом 14:00,21, постављеним на финалу Дијамантске лиге 2023., које је било одржано у Јуџину на традиционалном атлетском митингу под називом Прифонтејн Класик. Цегај је освојила златну медаљу на Светском првенству у атлетици у трци на 5.000 м (2022) и у трци на 10.000 метара на (2023). Освојила је још и бронзу на 1.500 метара 2019. и сребро 2022. године. Освајачица је бронзане медаље на Олимпијским играма у Токију 2020. у трци на 5000 метара. Поред титуле светске вицешампионке у Глазгову 2024. у трци на 3.000 метара, два пута је освајала медаље на Светском првенству у дворани у трци на 1.500 м: бронзу 2016. и злато 2022. године. Она је такође и светска рекордерка у дворани на 1.500 м. У млађим узрасним категоријама такође је обарала светске рекорде на 1.500 м: актуелна је светска рекордерка за млађе јуниорке (узраст до 18 година) и бивша је рекордерка за старије јуниорке (узраст до 20 година).
Цегај је свестрана тркачица. Тренутно је 10. најбржа жена на свету свих времена на 800 метара у дворани, прва на 5.000 м на отвореном и четврта на 10.000 метара на отвореном.

## Лични живот
Гудаф Цегај долази из региона Тиграј у северној Етиопији. Удата је за Хилуфа Јихдега, који је и њен тренер.

## Каријера
У фебруару 2014, 16-годишња Цегај је истрчала најбрже време икада за узраст до 18 година на 1.500 метара у дворани (4:08,47 у Стокхолму). У јулу је освојила сребрну медаљу на Светском првенству за старије јуниоре у Јуџину. У времену 4:10,83 стигла је друга иза своје сународнице Давите Сејаум, која је трчала 4:09,86.
Две године касније, Цегај је оборила светски рекорд за старије јуниорке у дворани трчећи 4:01.81 у Глазгову. Цегајин рекорд је 2020. године поправила њена сународница Лемлем Хаилу. На Светском првенству у дворани одржаном у Портланду, Цегај је освојила бронзану медаљу са 4:05,71 иза Сифан Хасан (4:04,96) и Давит (4:05,30).
Као 19-годишњакиња је представљала Етиопију на 800 метара на Олимпијским играма у Рију 2016. године, где је елиминисана у квалификацијама.
2017. године се такмичила на Светском првенству у Лондону и дошпа до полуфинала на 1500 м.
На следећем Светском првенству 2019. у Дохи, Цегај је освојила бронзану медаљу са личним рекордом 3:54.38. Хасан је била прва са 3:51,95, док је Кенијка Фејт Кипјегон завршила друга са 3:54,22.

### 2021: Светски рекорд на 1.500 метара у дворани
9. фебруара Цегај је оборила светски рекорд у дворани у трчању на 1.500 м на митингу у Француској. Некадашњи рекорд од 3:55,17 којег је поставила њена земљакиња Гензебе Дибаба 2014. године, Цегај је спустила на 3 минута и 53,09 секунди.
На лето је освојила бронзу на 5000 метара са резултатом 14:38,87 на одложеним Олимпијским играма у Токију 2020. Сифан Хасан је била прва са 14:36,79, док је Кенијка Хелен Обири била друга са 14:38,36.

### 2022: Светска првакиња у дворани, шампионка и вицешампионка на отвореном
У фебруару 2022. Цегај се такмичила у трци на једну миљу у Француском Лијевену. Након пада у првом кругу, завршила је трку у времену 4:21,72, промашивши Дибабин светски рекорд од 4:13,31, али је ипак оборила 20-годишњи рекорд митинга. Неколико дана касније, јурила је свој светски рекорд у затвореном простору на 1.500 м на Коперникус купу у Пољској, али је заостала само 1,68 секунди, што је, на крају, ипак био други најбољи резултат у овој дисциплини на светској ранг листи свих времена у дворани.
Такође у марту 2022., Цегај је победила на 1.500 метара на  на Светском првенству у дворани одржаном у Београду. Освојила је своју прву светску титулу, поставивши рекорд шампионата од 3:57,19. Аксумавит Ембаје и Хирут Мешеша завршиле су на другом и трећем месту. То је био први пут да је једна земља освојила све три медаље у било којој дисциплини, и седма узастопна победа Етиопљанки у овој дисциплини на Светским атлетским првенствима у дворани.
На Светском првенству у Јуџину освојила је две медаље. Прво је узела сребро на 1.500 м, иза Фејт Кипјегон и испред Лоре Мјур. Пет дана касније, освојила је златну медаљу на 5.000 м са временом 14:46,29, испред Кенијке Беатрис Чебет (14:46,75) и Етиопљанке Давит Сејаум (14:47,36).

### 2023
Цегај је добро почела 2023. годину, трчећи миљу у дворани у Торуњу. Промашила је светски рекорд, али је њено време 4:16,16, у том тренутку било друго најбрже на свету свих времена. Истог месеца, дошла је на само 0,09 секунди до Дибабиног светског дворанског рекорда у трци на 3.000 м. Тада је трчала 8:16,69 на митингу у Бирмингему. На завршном догађају Дијамантске лиге у Јуџину (17. септембар), поставила је нови светски рекорд на 5.000 м са временом 14:00,21.

### 2024
На Олимпијским играма у Паризу, Цегај је освојила 12. место у трци на 1.500 метара, 9. место у трци на 5.000 метара и 6. место у трци на 10.000 метара.

### 2025
На Светском првенству у дворани у Нанкингу Цегај је победила у трци на 1.500 метара у времену новог рекорда Светских првенстава у дворани 3:54,86.

## Достигнућа

### Лични рекорди
| Дисциплина             | Време (минути:секунде.стотинке) | Место                       | Датум               | Напомене       |
| ---------------------- | ------------------------------- | --------------------------- | ------------------- | -------------- |
| 800 метара             | 1:59,52                         | Париз, Француска            | 24. август 2019.    |                |
| 800 метара у дворани   | 1:57,52                         | Вал-де-Рјо, Француска       | 14. фебруар 2021.   | Државни рекорд |
| 1.500 метара           | 3:50,30                         | Сјамен, Кина                | 20. април 2024.     |                |
| 1.500 метара у дворани | 3:53,09                         | Лијевен, Француска          | 9. фебруар 2021.    | Светски рекорд |
| Једна миља             | 4:16,14                         | Лондон, Велика Британија    | 22. јул 2018.       |                |
| Једна миља у дворани   | 4:16,16                         | Торуњ, Пољска               | 8. фебруар 2023.    |                |
| 3.000 метара           | 8:25,23                         | Доха, Катар                 | 25. септембар 2020. |                |
| 3.000 метара у дворани | 8:16,69                         | Бирмингем, Велика Британија | 25. фебруар 2023.   |                |
| 5.000 метара           | 14:00,21                        | Јуџин, САД                  | 17. септембар 2023. |                |
| 10.000 метара          | 29:05,92                        | Јуџин, САД                  | 25. мај 2024.       |                |

### Међународна такмичења
| Година | Такмичење                    | Место                        | Позиција | Дисциплина | Резултат | Белешка |
| ------ | ---------------------------- | ---------------------------- | -------- | ---------- | -------- | ------- |
| 2014.  | Светско првенство у дворани  | Сопот, Пољска                | 9.       | 1.500 м    | 4:11,83  |         |
| 2014.  | Светско првенство за јуниоре | Јуџин, САД                   | 2.       | 1.500 м    | 4:10,83  |         |
| 2016.  | Светско првенство у дворани  | Портланд, САД                | 3.       | 1.500 м    | 4:05,71  |         |
| 2016.  | Олимпијске игре              | Рио де Жанеиро, Бразил       | 19.      | 800 м      | 2:00,13  |         |
| 2017.  | Светско првенство            | Лондон, Уједињено Краљевство | 24.      | 1.500 м    | 4:22,01  |         |
| 2019.  | Светско првенство            | Доха, Катар                  | 3.       | 1.500 м    | 3:54,38  |         |
| 2021.  | Олимпијске игре              | Токио, Јапан                 | 3.       | 5000 м     | 14:38,87 |         |
| 2022.  | Светско првенство у дворани  | Београд, Србија              | 1.       | 1.500 м    | 3:57,19  | РСП     |
| 2022.  | Светско првенство            | Јуџин, САД                   | 2.       | 1.500 м    | 3:54,52  |         |
| 2022.  | Светско првенство            | Јуџин, САД                   | 1.       | 5.000 м    | 14:46,29 |         |
| 2023.  | Светско првенство            | Будимпешта, Мађарска         | 13.      | 5.000 м    | 15:01,13 |         |
| 2023.  | Светско првенство            | Будимпешта, Мађарска         | 1.       | 10.000 м   | 31:27,18 |         |
| 2024.  | Светско првенство у дворани  | Глазгов, Велика Британија    | 2.       | 3.000 м    | 8:21,13  |         |
| 2024.  | Олимпијске игре              | Париз, Француска             | 6.       | 10.000 м   | 30:45,21 |         |
| 2024.  | Олимпијске игре              | Париз, Француска             | 9.       | 5.000 м    | 14:45,21 |         |
| 2025.  | Светско првенство у дворани  | Нанкинг, Кина                | 1.       | 1.500 м    | 3:54,86  | РСП     |